# Небоскрёб (фильм)
«Небоскрёб» (англ. Skyscraper) — американский боевик триллер Роусона Маршалла Тёрбера. В главной роли: Дуэйн Джонсон. Мировая премьера состоялась 12 июля 2018 года.

## Сюжет
Агент ФБР Уилл Сойер — лучший в своём деле. Сойер занимался спасением заложников, и нередко выпутывался из самых опасных ситуаций. Однако во время очередной миссии Уилл лишается ноги и уходит со службы.
Проходит несколько лет. Уилл завёл семью и живёт спокойной жизнью. Однажды его приглашает в Китай техномагнат Цао Лонг Жи. Дело в том, что магнат построил высочайшее и супертехнологичное здание под названием «Жемчужина» (Pearl — англ.). На верхушке здания находится сфера, обшитая телевизионными панелями изнутри и похожая на жемчужину.
Сойеру предлагают работать экспертом по безопасности небоскрёба, так как у него большой опыт в этой сфере. Уилл соглашается, и вскоре вся его семья становится первыми жильцами здания. Но от Уилла что-то скрывают. Когда он находится в здании удаленного управления Жемчужиной, через подвальное помещение в здание проникают террористы. Они поджигают 96-й этаж. С помощью хакеров террористы отключают систему пожаротушения, и огонь начинает быстро распространяться вверх. Выше 96-го этажа находятся только семья Сойера (жена и двое детей), Цао и его люди.
Вся семья Уилла оказывается замурована в горящем здании, и он решает пробраться в здание, проход которому заблокировала полиция, и тогда Сойер предпринимает отчаянную попытку: он забирается на подъёмный кран и прыгает с него прямо в окно небоскрёба. 
Уилл помогает жене и сыну сбежать, перерезав кабель лифта с ними внутри, и дав тому упасть до первого этажа, однако дочь Уилла захватывают террористы. Они требуют флэшку с компроматом, которая находится у Цао, в обмен на дочь, однако Цао замуровал сам себя в своём пентхаусе на верхнем этаже и отказался отдавать флэшку. Уилл проникает за огромные турбины в небоскрёбе и открывает двери пентхауса. 
Затем они вместе с Цао спасают семью Уилла, и тому удаётся обхитрить террористов, после чего их выбрасывает взрывом с крыши здания, а Уилл и Цао улетают на вертолете. В конце фильма Цао заявляет, что собирается перестроить здание.

## В ролях
| Актёр            | Роль                                        |
| ---------------- | ------------------------------------------- |
| Дуэйн Джонсон    | Уилл Сойер                                  |
| Нив Кэмпбелл     | Сара Сойер                                  |
| Чинь Хань        | техномагнат Цао Лонг Жи                     |
| Роланд Мюллер    | террорист Корес Бота                        |
| Ханна Куинливан  | наёмница Корёса Боты Ся                     |
| Пабло Шрайбер    | бывший коллега Уилла Бен Гиллеспи           |
| Ноа Тейлор       | Пирс                                        |
| Эдриан Холмс     | телохранитель Цао Аджани Океке              |
| Байрон Манн      | инспектор Ву                                |
| Ци Ма            | начальник пожарной бригады Шенг             |
| Эльфина Люк      | сержант Хан                                 |
| Маккенна Робертс | Джорджия Сойер                              |
| Ной Коттрелл     | Генри Сойер                                 |
| Мэтью О’Лири     | компьютерный эксперт Корёса Боты            |
| Кевин Ранкин     | Рэй мужчина, взявший свою семью в заложники |
| Джетт Клайн      | сын Рэя                                     |

## Съёмки
Съёмки фильма начались 14 августа 2017 года в Ванкувере. Дополнительные съёмки и экстерьеры были сняты в Культурном центре Гонконга.
Во время постпродакшна визуальные эффекты были предоставлены Moving Picture Company, Method Studios, Image Engine и Industrial Light & Magic; визуальными эффектами руководили Крейг Хэммак, Хосе Бургос, Бернхард Кимбахер и Джейсон Биллингтон.

## Критика
Фильм получил в основном смешанные отзывы кинокритиков. На сайте Rotten Tomatoes у картины 46 % положительных рецензий на основе 250 отзывов. На Metacritic — 51 балл из 100 на основе 43 рецензий.